# Eudromia
Eudromia is een geslacht uit de vogelfamilie Tinamoes en bestaat uit twee soorten.

## Soorten
- Eudromia elegans – Kuiftinamoe
- Eudromia formosa – Quebracho-tinamoe